# Golfo di Moreton
Il golfo di Moreton o baia di Moreton (in inglese: Moreton Bay) è un golfo della costa orientale australiana a 45 km da Brisbane nel Queensland. È delimitata ad est dalle isole di Moreton e North Stradbroke.
È una delle risorse più importanti della costa. Il golfo è una meta famosa per i pescatori dilettanti ed è usata dagli operatori commerciali per rifornire di pesce il mercato locale.
Il porto di Brisbane coordina il grande traffico lungo il canale adibito al trasporto che attraversa la sezione settentrionale del golfo.
Il golfo è utile anche come approdo di sicurezza e riduce l'inquinamento acustico sulla città ad ovest della strada.
Un certo numero di chiatta, traghetti e acqua-taxi servizi di viaggiare anche sulla baia.